# Swob Sjaarda
Swob Sjaarda (1435-1520) fue una noble neerlandesa, hija de Douwe Tjaerts Aylva y Sjaarda Edwert y casada con Jarich Epes Hottinga en 1455. 
En 1475,  enviudó pasando a tener la responsabilidad sobre un castillo. Se trata de un periodo de conflictos entre diferente clanes nobles en los Países Bajos, y su castillo fue asediado por Skerne Wybe en 1481. Según la leyenda, tomó a Wybe como rehén rompiendo su palabra, después de haberlo intercambiado por su hermano Tjaard Grioestera. 
Su acto en 1481 hizo que su nombre se convirtiera en una metáfora para traición en los Países Bajos: la expresión Swob, se convirtió en una manera de decir que alguien no es confiable. 